# Wim Wenders
Ernst Wilhelm ("Wim") Wenders (født 14. august 1945 i Düsseldorf) er en tysk filminstruktør og fotograf. Wenders læste først medicin og filosofi i München, Freiburg og Düsseldorf; fra 1968 læste han på Hochschule für Film und Fernsehen i München (Film- og Fjensynsskolen) hvor Summer in the City blev hans afslutningsfilm. I 1974 oprettede han sit eget produktionsselskab "Wim Wenders Produktion".

## Udvalgt filmografi
- Schauplätze, 1967.
- Same Player Shoots Again, 1968.
- Silver City, 1969.
- Alabama: 2000 Light Years from Home, 1969.
- Drei amerikanische LP's (fjernsyn, med Peter Handke), 1969.
- Polizeifilm (fjernsyn), 1970.
- Summer in the City, 1970.
- Die Angst des Tormanns beim Elfmeter, 1972. Bearbejdelse af Peter Handkes novelle, Handke skrev filmens replikker.
- Der scharlachrote Buchstabe, 1972. Bearbejdelse af Nathaniel Hawthornes roman.
- Alice in den Städten, 1974.
- Falsche Bewegung, 1975.
- Im Lauf der Zeit, 1976.
- Der Amerikanische Freund, 1977. Bearbejdelse af Patricia Highsmiths roman Tom Ripleys spil.
- Lightning over Water, 1979 (eller 1980?). En dokumentarfilm om Nicholas Rays sidste dage, Ray instruerede Vildt blod og mange andre film.
- Hammett, 1982.
- The State of Things, 1982.
- Reverse Angle:NYC, 1982. En dokumentarfilm om hans uoverensstemmelser med Francis Ford Coppola mens Hammett blev indspillet.
- Chambre 666, 1983.
- Paris, Texas, 1984.
- Tokyo-Ga, 1985.
- Himlen over Berlin (Der Himmel über Berlin), 1987. Skrevet sammen med Peter Handke.
- Aufzeichnungen zu Kleidern und Städten, 1989.
- Until the End of the World, 1991.
- Stay (Faraway, So Close!), 1993. U2 Musikvideo.
- In weiter Ferne, so nah!, 1993.
- Lisbon Story, 1994.
- Die Gebrüder Skladanowsky, 1995.
- The End of Violence, 1997.
- Million Dollar Hotel, 1999. Efter en idé af Bono fra rockgruppen U2.
- Buena Vista Social Club, 2000.
- Viel passiert – Der BAP Film, 2002.
- Ten Minutes Older: The Trumpet, 2002 (segmentet "Twelve Miles to Trona") (kortfilm).
- The Soul of a Man, 2003.
- Land of Plenty, 2004.
- Don't Come Knockin' , 2004.

## Hædersbevisninger
- Den Gyldne Palme ved filmfestivalen i Cannes, 1984.
- Æresdoktor ved Sorbonne-universitet, 1989.